# Bam Adebayo
Edrice Femi „Bam“ Adebayo (* 18. Juli 1997 in Newark, New Jersey) ist ein US-amerikanischer Basketballspieler nigerianischer Abstammung, der seit 2017 im Aufgebot der Miami Heat in der NBA steht. Adebayo ist 2,06 Meter groß und läuft meist als Center auf. Er spielte College-Basketball für die Kentucky Wildcats. Er wurde im NBA-Draft 2017 von den Miami Heat an 14. Stelle der ersten Runde ausgewählt. In der Spielzeit 2019/20 wurde er zum ersten Mal NBA-All-Star und in das NBA All-Defensive 2nd Team berufen.

## High School
Während seiner Schulzeit an der Northside High School in Pinetown (US-Bundesstaat North Carolina), später an der im selben Bundesstaat ansässigen High Point Christian Academy zog Adebayo vor allem durch seine körperbetonte und spektakuläre Spielweise, seine Sprungkraft, seine Stärken beim Rebound und in der Verteidigungsarbeit sowie sein hoch eingeschätztes Entwicklungspotenzial die Aufmerksamkeit zahlreicher namhafter Universitäten auf sich. Adebayo wurde zum „2016 McDonald’s All-American Game“, sowie zum „Jordan Brand Classic“ eingeladen, bei denen einige der größten Nachwuchshoffnungen des US-Basketballs aufeinandertreffen.

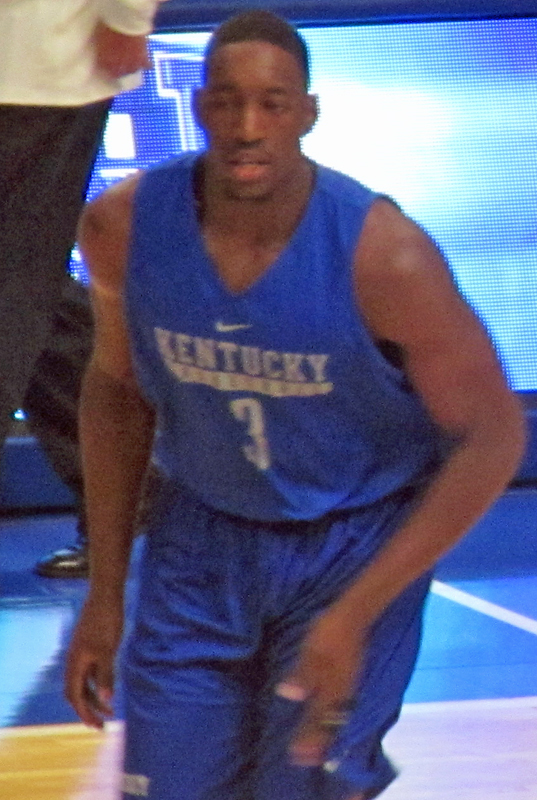
Bam Adebayo (2016)

## College
Im November 2015 gab er seinen Entschluss bekannt, ein Stipendiumsangebot der University of Kentucky anzunehmen, um unter Cheftrainer John Calipari zu spielen, der im Laufe seiner Karriere bereits etliche Talente an die NBA herangeführt hat. Ihn habe überzeugt, dass Calipari ihm helfen wolle, die nächste Karrierestufe, sprich die NBA, zu erreichen, so Adebayo anlässlich seiner Entscheidung.
In seinem ersten und einzigen Spieljahr auf College-Niveau stand Adebayo 2016/17 in sämtlichen 38 Saisonspielen in der Startaufstellung Kentuckys. Er erzielte je Begegnung im Durchschnitt 13 Punkte sowie acht Rebounds und verbuchte 1,5 geblockte gegnerische Würfe pro Partie. Er stieß mit den „Blau-Weißen“ unter die besten acht Mannschaften der NCAA vor. Das Saisonaus 2016/17 ereilte Adebayo und seine Kollegen Ende März 2017 gegen North Carolina (73:75).
Er entschied sich im Anschluss an sein Premierenjahr an der University of Kentucky, den Sprung ins Profilager zu vollziehen und meldete sich für den NBA-Draft an.

## Professionelle Karriere

### Miami Heat (seit 2017)

#### 2017/2018: Erste Schritte in der NBA
Adebayo wurde an 14. Stelle des NBA-Drafts 2017 von den Miami Heat ausgewählt, die ihn am 1. Juli 2017 offiziell unter Vertrag nahmen. Seine ersten Auftritte im Trikot der Mannschaft aus Florida hatte er in der NBA Summer League in Orlando und Las Vegas.
In seiner Debütsaison in der NBA 2017/18 überzeugte Adebayo insbesondere in der Verteidigung. Er wurde in 69 Spielen der Hauptrunde eingesetzt und erzielte im Schnitt 6,9 Punkte und 5,5 Rebounds je Begegnung. In fünf Playoff-Partien fielen seine Werte auf 3,4 Zähler sowie 4,0 Rebounds pro Spiel.

#### 2018/2019: Aufstieg zum Stammspieler in Miami
Adebayo bestritt alle 82 Spiele, in denen er durchschnittlich 8,9 Punkte und 7,3 Rebounds pro Begegnung erzielte. Seine beste Punktausbeute der Saison erreichte er am 7. Dezember 2018 (22 Punkte) bei einem 115:98-Sieg gegen die Phoenix Suns, sein Reboundhöchstwert waren 21 Ende November 2018 gegen die Toronto Raptors.

#### 2019/2020: Durchbruch in der NBA
Nachdem Hassan Whiteside zu den Portland Trail Blazers getauscht worden war, stieg Adebayo zum Stammmitglied der Startformation auf. In seinen ersten beiden Saisons stand er in 47 von 151 Spielen in der Startaufstellung, in der Saison 2019/20 in allen 72.
Am 10. Dezember 2019 erzielte Adebayo mit 30 Punkten, 11 Rebounds und 11 Assists das erste Triple-Double seiner NBA-Karriere und verhalf den Heat damit zu einem 135:121-Sieg in der Verlängerung gegen die Atlanta Hawks. Am 16. Dezember 2019 wurde Adebayo zum Eastern Conference Spieler der Woche ernannt, nachdem er durchschnittlich 20 Punkte, 11,3 Rebounds und 8,7 Assists erzielt hatte.
Am 30. Januar 2020 wurde Adebayo zum ersten Mal zum All-Star ernannt, er machte außerdem bei der NBA All-Star Weekend Skills Challenge mit und gewann diese. Am Ende der Saison 2019/20 lag Adebayo auf der Liste der Spieler für die Auszeichnung mit dem NBA Most Improved Player Award hinter Brandon Ingram auf dem zweiten Platz. Er wurde außerdem ins NBA All-Defensive 2nd Team berufen und wurde bei der Vergabe des NBA Defensive Player of the Year Award Fünfter.
Adebayo erreichte zwar mit den Heat die NBA Finals 2020, dort unterlag man jedoch den Los Angeles Lakers 2:4. Im Laufe der Saison verbuchte er mit 32 Punkten (Ende September 2020 gegen die Boston Celtics) seine bisherige NBA-Bestmarke.

#### Saison 2020/2021
Am 28. November 2020 unterschrieb Adebayo eine Vertragsverlängerung über fünf Jahre, der neue Vertrag sicherte ihm ein Gehalt in Höhe von 163 Millionen US-Dollar zu.
Am 18. Februar 2021 erzielte Adebayo mit 16 Punkten, 12 Rebounds und 10 Assists das erste Triple-Double der Saison und verhalf damit den Heat zu einem 118:110-Sieg gegen die Sacramento Kings. Sein Mannschaftskollege Jimmy Butler legte 13 Punkte, 10 Rebounds und 13 Assists auf, damit wurden Adebayo und Butler das erste Duo in der NBA-Geschichte der NBA, das in mehr als einem Spiel Seite an Seite jeweils ein Triple-Double verzeichnete.
Am 19. April 2021 traf Adebayo in einem 109:107-Sieg gegen die Brooklyn Nets den ersten siegbringenden Buzzer Beater seiner NBA-Karriere.
Am 15. Juni 2021 wurde bekanntgegeben, dass Adebayo in das NBA All-Defensive Second Team der Saison NBA 2020/21 gewählt wurde.

## Nationalmannschaft
Am 21. Juni 2021 gab Adebayo seine Absicht bekannt, im Sommer 2021 für die Basketballnationalmannschaft der Vereinigten Staaten bei den Olympischen Sommerspielen 2020 auf dem Platz stehen zu wollen. Er wurde in die Mannschaft berufen und gewann mit dieser in Tokio die Goldmedaille.
Bei den Olympischen Spielen 2024 in Paris gewann er ebenfalls die Goldmedaille.

## Erfolge und Auszeichnungen
- 3× NBA All-Star: 2020, 2023, 2024
- 1× NBA All-Defensive First Team: 2024
- 4× NBA All-Defensive Second Team: 2020, 2021, 2022, 2023
- 1× NBA All-Star Weekend Skills Challenge Champion: 2020

## Persönliches
Seinen Spitznamen erhielt er von seiner Mutter in Anlehnung an die Figur Bam-Bam Rumble aus der Fernsehserie Familie Feuerstein.

## Karriere-Statistiken

### NBA

#### Reguläre Saison
| Saison   | Team     | GP  | GS  | MPG  | FG % | 3P %  | FT % | RPG  | APG | SPG | BPG | PPG  |
| -------- | -------- | --- | --- | ---- | ---- | ----- | ---- | ---- | --- | --- | --- | ---- |
| 2017–18  | Miami    | 69  | 19  | 19.8 | .512 | .000  | .721 | 5.5  | 1.5 | 0.5 | 0.6 | 6.9  |
| 2018–19  | Miami    | 82  | 28  | 23.3 | .576 | .200  | .735 | 7.3  | 2.2 | 0.9 | 0.8 | 8.9  |
| 2019–20  | Miami    | 72  | 72  | 33.6 | .557 | .143  | .691 | 10.2 | 5.1 | 1.1 | 1.3 | 15.9 |
| 2020–21  | Miami    | 64  | 64  | 33.5 | .570 | .250  | .799 | 9.0  | 5.4 | 1.2 | 1.0 | 18.7 |
| 2021–22  | Miami    | 56  | 56  | 32.6 | .557 | .000  | .753 | 10.1 | 3.4 | 1.4 | 0.8 | 19.1 |
| 2022–23  | Miami    | 75  | 75  | 34.6 | .540 | .083  | .806 | 9.2  | 3.2 | 1.2 | 0.8 | 20.4 |
| 2023–24  | Miami    | 71  | 71  | 34.0 | .521 | .357  | .755 | 10.4 | 3.9 | 1.1 | 0.9 | 19.3 |
| Gesamt   | Gesamt   | 489 | 385 | 30.0 | .547 | .221  | .755 | 8.7  | 3.5 | 1.0 | 0.9 | 15.4 |
| All-Star | All-Star | 3   | 1   | 17.3 | .778 | 1.000 | —    | 1.3  | 1.3 | 0.0 | 0.0 | 5.0  |

#### Play-offs
| Saison  | Team   | GP | GS | MPG  | FG % | 3P % | FT % | RPG  | APG | SPG | BPG | PPG  |
| ------- | ------ | -- | -- | ---- | ---- | ---- | ---- | ---- | --- | --- | --- | ---- |
| 2017–18 | Miami  | 5  | 0  | 15.4 | .467 | .000 | .214 | 4.0  | 0.0 | 0.0 | 0.4 | 3.4  |
| 2019–20 | Miami  | 19 | 19 | 36.2 | .564 | .000 | .783 | 10.3 | 4.4 | 1.0 | 0.8 | 17.8 |
| 2020–21 | Miami  | 4  | 4  | 34.0 | .456 | —    | .769 | 9.3  | 4.3 | 1.3 | 0.5 | 15.5 |
| 2021–22 | Miami  | 18 | 18 | 34.1 | .594 | .000 | .763 | 8.0  | 2.7 | 1.0 | 0.7 | 14.8 |
| 2022–23 | Miami  | 23 | 23 | 36.9 | .481 | .000 | .821 | 9.9  | 3.7 | 0.8 | 0.7 | 17.9 |
| 2023–24 | Miami  | 5  | 5  | 38.4 | .495 | .200 | .714 | 9.4  | 3.8 | 0.4 | 0.0 | 22.6 |
| Gesamt  | Gesamt | 74 | 69 | 34.5 | .523 | .125 | .760 | 9.1  | 3.4 | 0.9 | 0.6 | 16.3 |